# Picture The Way Out
|  | Denne artikel er oprettet af botten PalnaBot ud fra en ekstern database. Den kan derfor have sproglige fejl eller mangler. Denne skabelon kan fjernes efter kontrol af indholdet. |

Picture The Way Out er en film instrueret af Henrik Scharling Pilgaard, Kennet Jokumsen.

## Handling
Filmen tager os med til Dhaka, hovedstaden i Bangladesh i Sydasien, hvor vi møder den verden og de mennesker, er bor der.